# Rousay
Rousay (en vieux norrois : Hrólfsey qui signifie île de Rolf) est une île du Royaume-Uni située en Écosse dans l'archipel des Orcades. Elle est à 3 km au nord de Mainland, l'île principale de l'archipel.

## Histoire
L'île de Rousay apparaît dans la Orkneyinga saga en la personne de Sigurd de Westness, un noble et chef de guerre résidant sur l'île. Ce-dernier épouse Ingibjorg, une nièce du comte Haakon Paulsson et petite-fille du comte Paul Thorfinnsson.

## Géographie
L'île a une superficie de 48,6 km2 (la 5e en étendue de l'archipel). Ses 212 habitants (2001) se consacrent à l'agriculture, la pêche ou la pisciculture.

## Sites archéologiques
Rousay comporte d'importants vestiges archéologiques : brochs, chambres funéraires néolithiques, menhirs (la « Pierre Géante » de Rousay), cimetière de bateaux vikings, ruine d'église médiévale, maison seigneuriale de Trumland. Elle y a gagné le surnom d'« Égypte du nord »,.

## Personnalités liées
- Graham Fellows, acteur et chanteur, possède une ancienne église abandonnée sur l'île.
- Margaret Gardiner, artiste et mécène, a vécu une importante partie de sa vie à Rousay.
- Walter Gordon Grant, propriétaire de la société de whiskys Grant's ainsi que de la distillerie Highland Park, possédait la Trumland House, à Rousay, qu'il utilisait en tant que résidence d'été[4],[5].